# Újezd (Smilovice)
Újezd je vesnice, část obce Smilovice v okrese Mladá Boleslav. Nachází se půl kilometru západně od Smilovic. Vesnicí protéká Jabkenický potok a vede jí silnice I/38. Újezd leží v katastrálním území Újezd u Luštěnic o rozloze 2,2 km².

## Historie
První písemná zmínka o vesnici pochází z roku 1383.

## Pamětihodnosti
- Socha svatého Jana Nepomuckého